# Geosocijalna mreža
Geosocijalna mreža je vrsta društvenog umrežavanje u kojoj su geografske usluge i mogućnosti kao sto su geocoding i geografsko oznacavanje koriste da omoguće dodatne socijalne dinamike.Korisnik podnosi podatke o lokaciji ili geolociranoj tehnoligiji koja dozvoljava drustvenim mrežama da se povežu i kordiniraju korisnika sa lokalnim ljudima ili događajima koji odgovaraju njihovim interesima. Geolokaciranje na web-adresi na socijalnim mrežama moza biti preko IP adresi ili korišćenjem hotspot trilateration. Za mobilne društvene mreže, poslati poruku sa informacijama o lokaciji ili praćenje mobilnih telefona može da obogati drustvenu mrežu.

## Istorija
Evolucija geosocijalnih mreža može se pratiti unazad do socijalne implakacije primene programskog interfejsa od strane korporacija pocetkom 2000-ih. Ибеј koristi jedan od najstarijih, krajem 2000-te najvaili su socijalni API i omogucavali slobodan pristup vise od 21.000 programera krajem 2005. Amazon primarni API je izdat 2002, sto je omogućilo programerima da povuku informacije potrošača kao proizvod kritike doveli aplikacija.Gugl je poceo sa testiranjem API u aprilu 2002,a trenutno posedije nekoliko koji koriste na hiljade aplikacija.Fejsbuk programeri APi Smatraju da prvo bude specifičan za drustvene mreže i pokrenut je 2006.Fejsbuk kasnije napravi otvoren protok API, i omogućava da svi programeri rade na ažuriranju. Do juna 2010, Tviter ima integrisani API u svojim aplikacijama i smatra se najotvorenijim od svih pruštvenih mreža.

## Upotreba
Geosocijalno umrežavanje omogućava korisnicima da komuniciraju u odnosu na njihovu trenutnu lokaciju. Web mapiranje koristi geocodingove podatke za mesta (ulice, zgrade, prakovi itd) može da koristi i informacije (noćni klubovi, koncerti, restorani itd) koje upoređuju korisnika sa drugim korisnicima i pomažu im da odluče o lokaciju za sastanak.
Geosocijalna mreža može da pomogne korisnicima da koordiniraju kolektivnu situacijonalnu svest da bi sprečili katastrofe i tim umrežavanja je poznat kao koloborativno mapiranje. Osim toga mogu pomoći i za otkrivanje i praćenje potencijalnih opasnisti za javnost, kao sto i u nastajanju epidemije.
Tehnologija ima očigledne implakacije za planiranje i koordinaciju događaja. Geosocialna mreža ima i političke aplikacije, kao što može da se koristi za organitovanje, praćenje, i komunikaciranje na događajima i protestima. Na primer ljudi mogu da koriste mobilne telefone i Tviter za brzo organizovanje protesni skup ispred nekih mesta i vlasti mogu da ga zaustave. Ljudi mogu da komuniciraju jedni sa drugima i širom sveta koristeći mobilne uređaje povezane na internet. Geosocijalna mreža ima ukupni potencijal dovođenja društvenih mreža do lokacije, a ima i ljudi na lokaciji socijalnih mreža ili socijalni graf. Tako društvene mreže mogu da se prošire svetom kontakta i regrutovanjem novih članova.

## Ad hok mreža
Mobilna ad hok mreža je izuzimanjem u grupi mobilnih uređaja u istoj neposrednoj okolini povezana sa master uređajem. Ove grupe su tada u stanju da slobodno kumuniciraju jedni sa drugim. Ova vrsta drustvenog umrežavanja se uglavnom koristi tokom događaja koje ogranizuje domacin on može da pruži informacije, sugestije ili kupone za specificne događaje.Primeri uključuju Epl

## Hrana i poreklo
Geosocijalnu mrežu najmanje koriste da nađu restorane, brze hrane u kojoj kupci čekuraju njihove naredbe. Korisnici biraju sastojke njihovog reda, a dodeljuje poene za svaki njihov pogodjen predlog. Kupci koji su najuspesniji dobijaju popuste i kuponi za njihova ucesca u restoranima.

## Frilancer
Frilancerova mreže su kreirane sa konkretnim ciljem da omoguci korisnicima da pronađu ili postave privremne mogućnosti zapošljavanja. Korisnici uspostavljaju i upravljaju profesionalnim profilima i u stanju su da se povežu sa proslim i mogucim poslodavcima, zaposlenima, kolegama, drugovima, prijateljima. Primeri ukljucuju Google's Ogle Earth, Tagzania i forme kolaborativnog mapiranja.

## Lokacija-planiranje
Sa lokacijom-planiranja ili socijalnim-mapiranjem, korisnici mogu da pretražuju i pregledaju obližne prodavnice, restorane. Mesta dobijaju profili koje kasnije korisnici mogu da ocene, dele svoja mišljenja i postave slike. Ove mreže koriste položaj mobilnih telefona za povezivanje korisnika i može takođe obezbediti upustva do i od mesta održavanja povezivanjem na GPS servis. PRimeri uključujuci Gugl zemlja tagzana i bilokoja sličnih mapa.

## Moodsourcing
Neke mreže koriste Mudsurčing kao rekreativni način da se stanje korisnika izgleda kao lične interakcije. Umesto prijavljivanja korisnici prenose njihovo trenutno raspolozenje sa odgovarajucim smajlijem.

## Papirna karta
Papirna karta je funkcija koju koriste pametni telefoni kao digitalne karte za događaje i putovanja. Izuzetak je Еpl koji je nedavno kupio patent za putovanje ITravel.

## Socijalni šoping
Korisnici socijalne prodavnice usluga stvaraju lične profile za prikupljanje informacija o račitim stvarima koje su našli. Umesto da jednostavno ažuriraju njihov status na društvanim mrežama sa opisom ili linkom njihove kupovine, korisnici su preuzeli softver koji im omogućava formiranje partnerske odnose sa trgovcima, koji su često plaćaju deo provizije koji dolazi kao rezultat njihovim proizvodima budu sadržinu na drugim sajtovima. Sajtovi su sad toliko napredni da su omogućili kupcima da ostave broj svoje kredidne kartice kako bi kupovina bila odmah proverena. Neke modne kompanije su invenstirali u senzore na ulasku u radnju i u kabinu tako da korisnici na socijalnoj kupivini moraju da budu fizicki u svojoj prodavnici ili probaju nesto kako bi prikupili poene. Ovo povećava učešće i podstiče kupce da probaju jos neku odeću. Primeri uključuju i ThisNext, Shopkick i Do Together.

## Javna bezbednost i novosti medija
Većina kriminalističkih istraga i vesti se dešavaju na geografskoj lokaciji. Geosocijalna istrazvanja pruža mogućnost više socijalnih mreža kao izvor kao sto su na primer Twitter, Flickr, YouTube bez upotrebe hastega ili ključne reci. Primeri uključuju i MediaSonar.co i Geofeedia.com, koji pružaju usluge preplate zasnovane na izvoru u realnom vremenu i istoriskih društvenih medija za događaje.

## Privatna policija
Neki sajtovi kao sto su fejsbuk dozvoljavaju svojim korisnicima da taguju svoje prijatelje i putem elektronske pošte dok se čekiraju.

## Tviter Co. vs. the FTC
Early in 2009 TwitterPočetkom 2009 Tviter se suočio sa dva različita bezbednosna incidenata u kojima su se korisnički nalozi bili pristupačni neovlašćenim licima. Bilo je 45 naloga koji su bili pristupačni u incidentu koji su se desili u januaru i aprilu u kratkom vremenskom peirodu.U prvom incidentu hakeri su imali profile 9 različitih ljudi i imali njihove privatne informacije kao sto je njihova elektronska pošta ili broj telefona. U drugom privatne informacije su isto bile dostupne i samo je jedna šifra promenjena. Nekoliko sati kasnije Tviter Co. je zatvorio sigurnosnu rupu i obavestio ugrožene korisnike o tome sta se desilo. Dok incident koji se desio u aprili na korisničke naloge se još brže rešio i bilo je manje ugroženih u odnosu na prvi incident.